# Pastýřka
Pastýřka je rozhledna nacházející se na vrchu Pastvisko, kóta 516 m n. m., jižně od Moravské Třebové v okrese Svitavy v Pardubickém kraji.

## Historie rozhledny
Od roku 1903 začal Sudetský horský spolek shromažďovat příspěvky na stavbu rozhledny nad Moravskou Třebovou. 19. srpna 1906 byla slavnostně otevřena na kótě Švédský kámen (505 m n. m.) dřevěná rozhledna od stavitele Franze Habichera, která roku 1908 dostala jméno Jana Lichtenšteina. Byla vysoká 23 metrů. 5. července roku 1916 se však zřítila při bouři. V troskách rozhledny bylo 7 lidí, kteří se tu schovali před krupobitím. Čtyři ranění ve věku 18-21 let byli převezeni do nemocnice, čtrnáctiletá dívka a dvacetiletý voják byli propuštěni do domácího ošetřování. Domů byla též propuštěna devítiletá dívenka s podezřením na otřes mozku, která však v noci z 5. na 6. července zemřela. Projektantem současné stavby je místní rodák Jan Škoda, autorem návrhu je Antonín Olšina, dodavatelem stavby společnost OLSPOL. Náklady na stavbu činily 2,3 miliónu korun. Jde o dřevěnou konstrukci s vnitřním ocelovým vřetenovým schodištěm. Celková výška je 27 metrů, vyhlídkový ochoz se nachází ve výšce 22 metrů, vede k němu 120 schodů (ačkoli info tabule uvádí 220).

## Přístup
Pouze pěšky z náměstí v Moravské Třebové po červené turistické značce (asi 2,5 km) nebo po zelené přes Čertovu rokli a někdejší letovisko Peklo. Rozhledna je přístupná zdarma po celý rok.

## Výhled
Kromě vyhlídky na město Moravská Třebová je výhled na Orlické hory s Bukovou horou, Králický Sněžník, Hrubý Jeseník či Zábřežskou vrchovinu.

## Externí odkazy

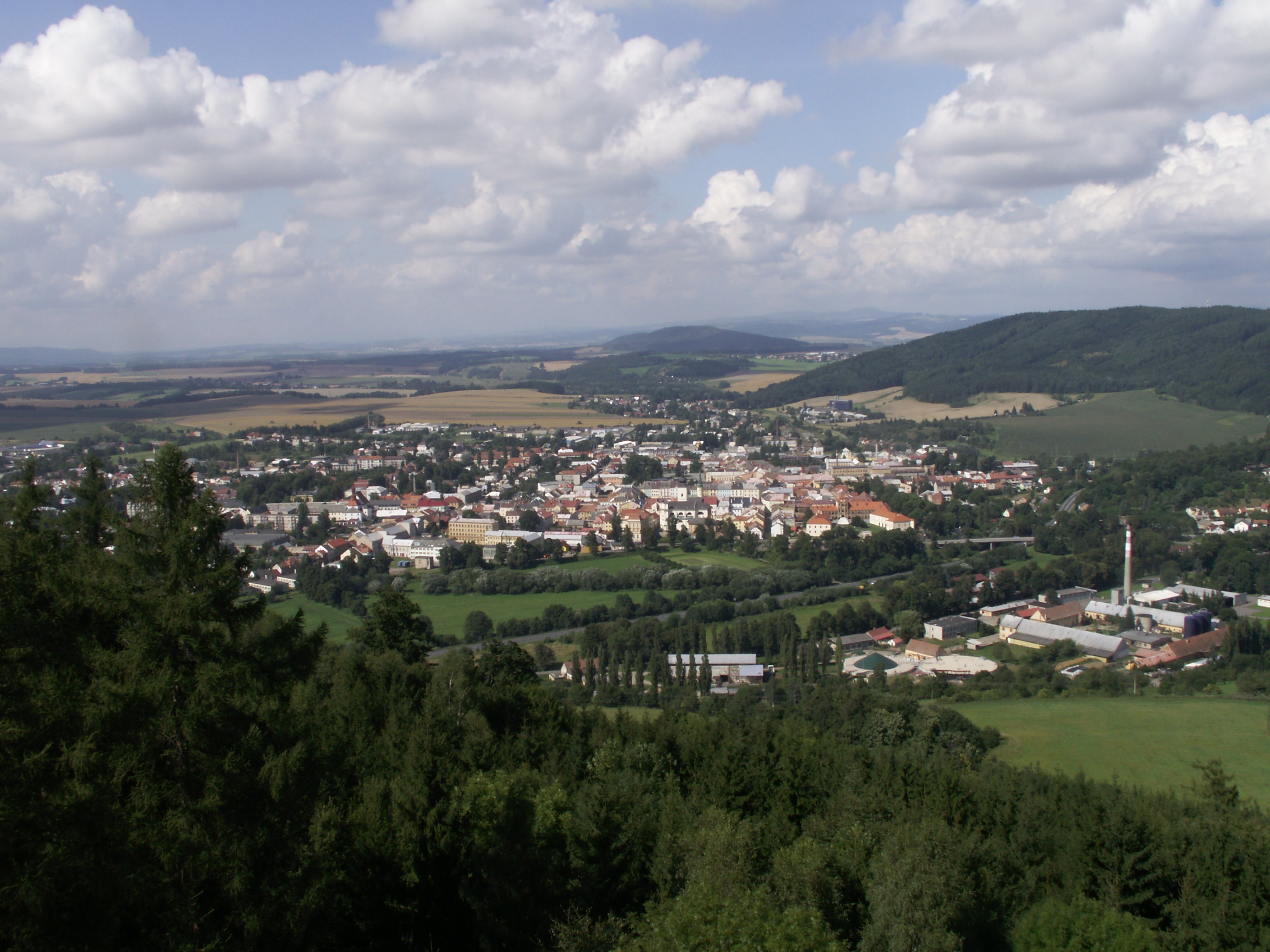
Pohled na Moravskou Třebovou